# Gumercindo Moya Boza
Hay un claro alcance de nombre porque quien fue Alcalde de Iquique fue don Gumecindo Moya Castro (Vicuña 1832 - Iquique 1897), no este caballero. Esto se puede demostrar al revisar las siguientes fuentes:
- Reseña Histórica del Valle de Elqui. Autor: J. Varela Ramírez, imprenta Moderna (La Serena), página 252.
- Diario La Voz de Elqui (Vicuña), diciembre 1897.
- Diario La Patria (Iquique), diciembre 1897.

- Diario El Tarapacá (Iquique), diciembre de 1897.  
Gumercindo Moya Boza; (Coquimbo, 1827 - Iquique, 1909). Comerciante y político radical chileno. Hijo de Francisco José Moya Astorga y María Dolores Boza Astorga.
Realizó sus estudios en el Liceo de Coquimbo. Se dedicó luego a la agricultura en la zona de Aconcagua y Elqui. Juntó recursos y emigró más al norte a ocuparse de la empresa de su padre en la minería salitrera. Trabajó desde obrero del salitre hasta ocupar la administración de una oficina.
Miembro del Partido Radical. 
Elegido Alcalde de la Municipalidad de Iquique (1891-1894), siendo el primer alcalde elegido con la nueva Ley de Comuna Autónoma. 